# Supercopa Francesa de Voleibol Masculino de 2004
A Supercopa Francesa de Voleibol Masculino de 2004 foi a 1.ª edição deste torneio organizado pela Federação Francesa de Voleibol. Ocorreu na cidade de Orleães e participaram do torneio as equipes campeãs do Campeonato Francês de 2003–04 e da Copa da França de 2003–04. O Paris Volley conquistou o título inaugural da competição ao derrotar o Tours Volley-Ball na partida única.

## Regulamento
O torneio foi disputado em partida única.

## Equipes participantes
| Equipe            | Cidade | Qualificação                             | Última participação |
| ----------------- | ------ | ---------------------------------------- | ------------------- |
| Paris Volley      | Paris  | Campeão da Copa da França de 2003–04     | Estreante           |
| Tours Volley-Ball | Tours  | Campeão do Campeonato Francês de 2003–04 | Estreante           |

## Resultado
| Data   | Hora |              | Placar |                   | Set 1 | Set 2 | Set 3 | Set 4 | Set 5 | Total  | Relatório |
| ------ | ---- | ------------ | ------ | ----------------- | ----- | ----- | ----- | ----- | ----- | ------ | --------- |
| 25 mai |      | Paris Volley | 3–1    | Tours Volley-Ball | 25–11 | 23–25 | 29–27 | 25–19 |       | 102–82 |           |

## Premiação
| Supercopa Francesa de 2004        |
| --------------------------------- |
| Paris Volley Campeão (1.º título) |